# Martin Lehmann
Martin Christian Gottlieb Lehmann (16. marts 1775 i Haselau i Hertugdømmet Holsten – 4. oktober 1856 i København) var en tyskfødt dansk konferensråd og deputeret i Generaltoldkammer- og Kommercekollegiet. Han var naturvidenskabeligt og åndeligt interesseret og deltog i guldalderens miljø. Han er blandt andet kendt for at have indført skikken med at have juletræ med lys juleaften i private hjem i Danmark. Han var far til Heinrich, Orla og Wilhelm Lehmann.

## Karriere
Martin Lehmann var søn af pastor Johann Gottlieb Lehmann (1735-1807) og Marie Elisabeth Zornickel (1755-1831), blev elev ved gymnasiet i Altona, og han studerede teologi, siden filologi og naturvidenskab ved Universitet i Göttingen, hvor han først fik universitetets store guldmedalje, og hvorfra han senere blev dr.phil. i 1799 for en disputats om insekters sansning. Efter nogle år på rejse i forskellige europæiske lande blev han i 1804 ansat som assessor ved Økonomi- og Kommercekollegiet i København. Skønt han var inkarneret tysksindet arbejdede han samvittighedsfuldt for udviklingen af erhvervslivet i Danmark. Af den årsag steg han efterhånden i graderne, blev justitsråd 1810, etatsråd 1817, Ridder af Dannebrog 1836 og blev konferensråd 1840. Hans indsats omfattede blandt andet en reformering af det danske fyrvæsen og en udvidelse af havnen i Helsingør.

## Ægteskaber
I 1809 blev han gift med den københavnske borgmesterdatter Frederikke Louise Bech, med hvem han fik blandt andre sønnen Orla Lehmann, der senere blev indenrigsminister. Kort efter indgåelsen af ægteskabet indførte Lehmann i København skikken med juletræet, som han kendte fra sin barndom i Holsten. Frederikke Louise døde i 1834, og året efter indgik Martin Lehmann et nyt ægteskab med Frederikke Baltzer.
Han er begravet i Sankt Petri Kirkes urtegård.